# ヒスイ空
ヒスイ空(K'AK'-jo-li-CHAN-na-ni yo-YOA:T?-ti、fl. 800年 - 810年)は、マヤ・キリグア王朝第16代の王。「空シュル」王の後継者として800年頃キリグアの王位についた。

## 経歴
生没年は不明だが、第14代の王カック・ティリウ・チャン・ヨアートの息子とされている。「ヒスイ空」は記録の上ではキリグアの最後の統治者であり、その治世は800年頃から810年頃までの約10年間とされる。彼の治世に関する情報は、キリグアの石碑I、石碑Kと、建物1B-1のベンチ及びファサードの碑文から得るしかなく、非常に少ない。彼が即位したころすでにキリグアは衰退の一途を辿っていたが、彼は建築に力を入れ、アクロポリスにキリグアで最大の規模を誇る建物1B-5と建物1B-1を残した。
「ヒスイ空」王の名前は一部判明しておらず、「ヒスイ空」は便宜上名付けられた名である。なお、彼が建造した建物1B-1の碑文にはカック・ホロウ・チャン・ヨアートと刻まれている。